# Atletism la Jocurile Olimpice de vară din 1964 - Aruncarea discului (feminin)

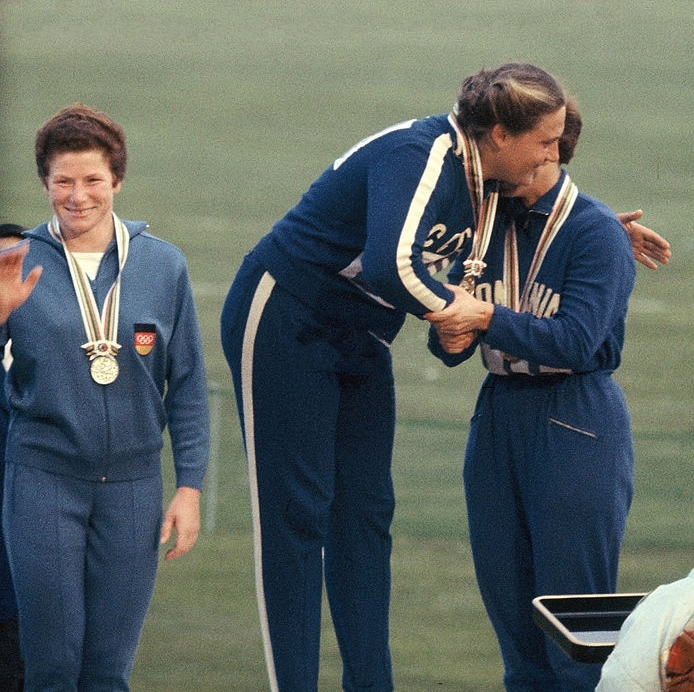
Ingrid Lotz, Tamara Press și Lia Manoliu

Proba feminină de aruncare a discului de la Jocurile Olimpice de vară din 1964 a avut loc pe 19 octombrie 1964 pe Stadionul Național din Tokyo.

## Recorduri
Înaintea acestei competiții, recordurile mondiale și olimpice erau următoarele:
| Record  | Atletă                 | Rezultat | Loc           | Data              |
| ------- | ---------------------- | -------- | ------------- | ----------------- |
| Mondial | Tamara Press (URS)     | 59,29 m  | Moscova, URSS | 18 mai 1963       |
| Olimpic | Nina Ponomariova (URS) | 55,10 m  | Roma, Italia  | 5 septembrie 1960 |

## Rezultate

### Calificări
S-a calificat în finală orice atletă care a reușit o aruncare de cel puțin 50,00 m respectiv cele mai bune 12 atlete.
| Loc | Atletă                      | Țară                         | 1                 | 2                 | 3                 | Distanță          |
| --- | --------------------------- | ---------------------------- | ----------------- | ----------------- | ----------------- | ----------------- |
| 1   | Virjinia Mihailova          | Bulgaria                     | 54,94 m           | –                 | –                 | 54,94 m           |
| 2   | Ingrid Lotz                 | Echipa Unificată a Germaniei | 48,38 m           | 54,82 m           | –                 | 54,82 m           |
| 3   | Kriemhild Limberg           | Echipa Unificată a Germaniei | 46,59 m           | 48,63 m           | 54,54 m           | 54,54 m           |
| 4   | Lia Manoliu                 | România                      | 47,80 m           | 53,64 m           | –                 | 53,64 m           |
| 5   | Olimpia Cataramă            | România                      | 46,96 m           | 53,20 m           | –                 | 53,20 m           |
| 6   | Olga Connolly               | Statele Unite ale Americii   | 49,99 m           | 53,17 m           | –                 | 53,17 m           |
| 7   | Evghenia Kusnețova          | Uniunea Sovietică            | 49,40 m           | 52,44 m           | –                 | 52,44 m           |
| 8   | Jolán Kleiber-Kontsek       | Ungaria                      | 52,35 m           | –                 | –                 | 52,35 m           |
| 9   | Judit Stugner               | Ungaria                      | 48,96 m           | 48,49 m           | 52,30 m           | 52,30 m           |
| 10  | Valerie Young               | Noua Zeelandă                | 48,01 m           | 51,94 m           | –                 | 51,94 m           |
| 11  | Doris Lorenz                | Echipa Unificată a Germaniei | 51,58 m           | x                 | x                 | 51,58 m           |
| 12  | Jiřina Němcová              | Cehoslovacia                 | 50,64 m           | 51,94 m           | 52,25 m           | 52,25 m           |
| 13  | Tamara Press                | Uniunea Sovietică            | 50,28 m           | –                 | –                 | 50,28 m           |
| 14  | Nina Ponomariova            | Uniunea Sovietică            | 44,69 m           | 44,89 m           | 50,18 m           | 50,18 m           |
| 15  | Nancy McCredie              | Canada                       | 44,91 m           | 47,27 m           | 44,75 m           | 47,27 m           |
| 16  | Hiroko Yokoyama             | Japonia                      | 46,19 m           | 47,18 m           | 34,48 m           | 47,18 m           |
| 17  | Daschdsewegiin Namdschilmaa | Mongolia                     | 43,37 m           | 40,26 m           | 44,55 m           | 44,55 m           |
| 18  | Josephine de la Viña        | Filipine                     | 40,05 m           | 42,27 m           | 41,71 m           | 42,27 m           |
| 19  | Pranee Kitipongpitaya       | Thailanda                    | 36,21 m           | 38,73 m           | 34,20 m           | 38,73 m           |
| 20  | Park Young-sook             | Coreea de Sud                | 37,50 m           | 33,27 m           | 34,97 m           | 37,50 m           |
| 21  | Juliette Geverkof           | Iran                         | x                 | 30,05 m           | x                 | 30,05 m           |
| –   | Judit Bognár                | Ungaria                      | Nu a luat startul | Nu a luat startul | Nu a luat startul | Nu a luat startul |

### Finala
| Loc | Atletă                | Țară                         | 1          | 2       | 3       | 4             | 5             | 6             | Distanță   |
| --- | --------------------- | ---------------------------- | ---------- | ------- | ------- | ------------- | ------------- | ------------- | ---------- |
| 1   | Tamara Press          | Uniunea Sovietică            | x          | 55,38 m | 50,38 m | 55,23 m       | 57,27 m RO    | 56,08 m       | 57,27 m RO |
| 2   | Ingrid Lotz           | Echipa Unificată a Germaniei | 57,21 m RO | x       | 55,41 m | x             | 54,59 m       | 54,74 m       | 57,21 m    |
| 3   | Lia Manoliu           | România                      | 55,90 m    | x       | x       | 56,09 m       | 56,97 m       | x             | 56,97 m    |
| 4   | Virjinia Mihailova    | Bulgaria                     | 47,38 m    | 56,56 m | 52,19 m | 56,70 m       | 55,77 m       | 55,54 m       | 56,70 m    |
| 5   | Evghenia Kusnețova    | Uniunea Sovietică            | 55,17 m    | 53,58 m | x       | x             | x             | 53,80 m       | 55,17 m    |
| 6   | Jolán Kleiber-Kontsek | Ungaria                      | 54,46 m    | 53,05 m | 53,51 m | 53,14 m       | 54,87 m       | 51,96 m       | 54,87 m    |
| 7   | Kriemhild Limberg     | Echipa Unificată a Germaniei | 48,35 m    | 53,81 m | 53,02 m | Nu au avansat | Nu au avansat | Nu au avansat | 53,81 m    |
| 8   | Olimpia Cataramă      | România                      | 53,08 m    | 49,99 m | 51,28 m | Nu au avansat | Nu au avansat | Nu au avansat | 53,08 m    |
| 9   | Jiřina Němcová        | Cehoslovacia                 | 49,06 m    | 52,80 m | 51,13 m | Nu au avansat | Nu au avansat | Nu au avansat | 52,80 m    |
| 10  | Judit Stugner         | Ungaria                      | 50,88 m    | 50,47 m | 52,52 m | Nu au avansat | Nu au avansat | Nu au avansat | 52,52 m    |
| 11  | Nina Ponomariova      | Uniunea Sovietică            | 52,15 m    | 51,12 m | 52,48 m | Nu au avansat | Nu au avansat | Nu au avansat | 52,48 m    |
| 12  | Olga Connolly         | Statele Unite ale Americii   | 51,21 m    | x       | 51,58 m | Nu au avansat | Nu au avansat | Nu au avansat | 51,58 m    |
| 13  | Valerie Young         | Noua Zeelandă                | 48,93 m    | 46,17 m | 49,59 m | Nu au avansat | Nu au avansat | Nu au avansat | 49,59 m    |
| 14  | Doris Lorenz          | Echipa Unificată a Germaniei | x          | x       | 45,63 m | Nu au avansat | Nu au avansat | Nu au avansat | 45,63 m    |